# Hochschule für Agrar- und Umweltpädagogik
Die Hochschule für Agrar- und Umweltpädagogik (HAUP) ist österreichweit die einzige pädagogische Hochschule für die Bereiche Landwirtschaft und Umwelt und hat ihren Standort in Wien-Ober St. Veit in der früheren Villa Blum. Träger ist das Bundesministerium für Land- und Forstwirtschaft, Regionen und Wasserwirtschaft. Rektor ist Thomas Haase.

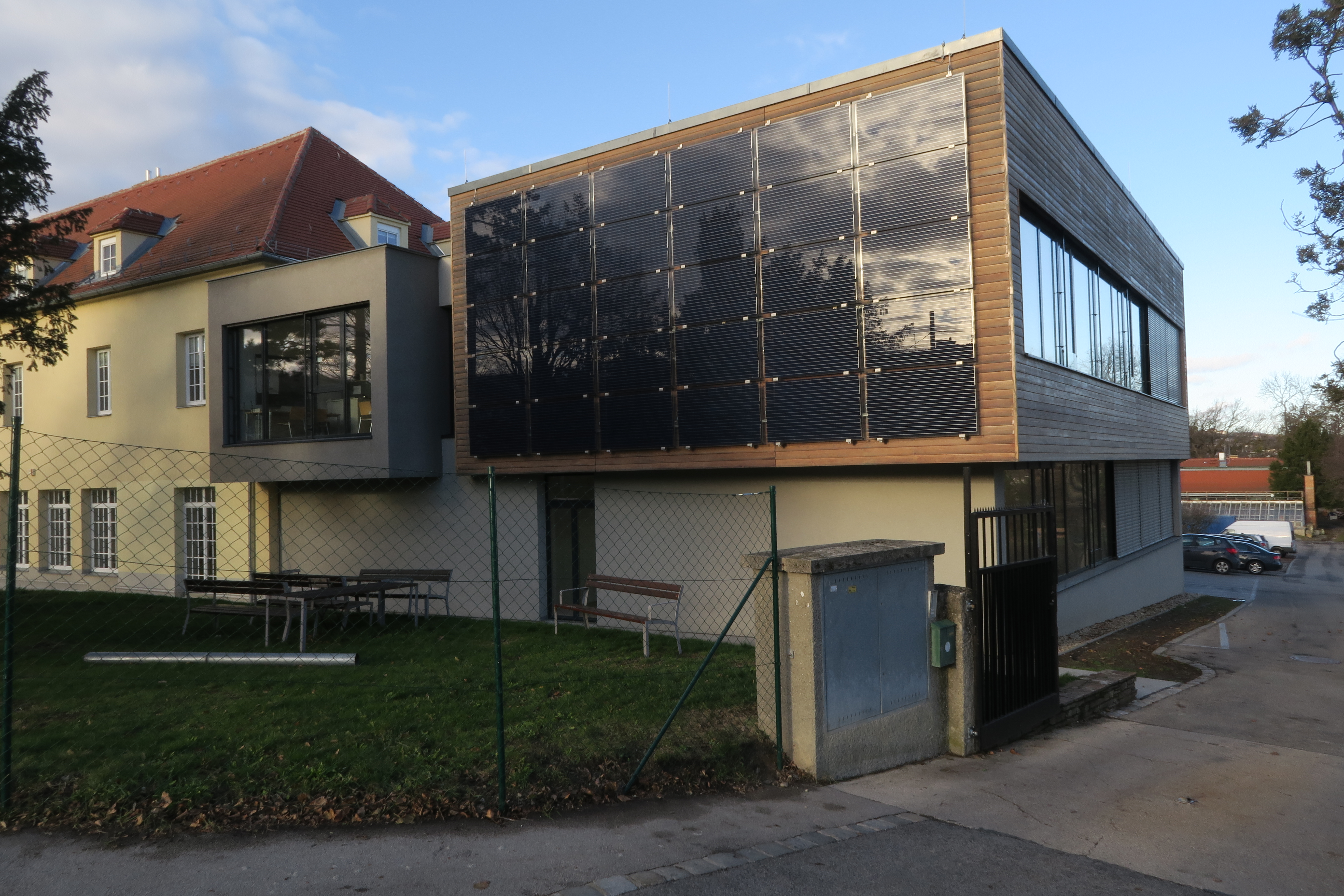
Hochschule für Agrar- und Umweltpädagogik

Die Hochschule für Agrar- und Umweltpädagogik arbeitet mit der Universität für Bodenkultur sowie im Verbund Nord-Ost mit anderen Hochschulen Wiens und Niederösterreichs zusammen. 

## Institute
An der Hochschule gibt es folgende Institute: das Institut für Bildungs- und Veranstaltungsmanagement, Fort- und Weiterbildung sowie internationale Hochschulkooperationen, Institut für Didaktik, Schulentwicklung, Grüne Pädagogik und Qualitätsentwicklung Lehre, das Institut für Beratung, Entwicklungsmanagement und E-Learning/E-Didaktik, das Institut für Unternehmensführung, Forschung und Innovation sowie nationale Hochschulkooperationen sowie das Zentrum für Weiterbildung und Drittmittelprojekte.

## Studiengänge der Lehrer-Ausbildung
Die Hochschule für Agrar- und Umweltpädagogik bietet Studiengänge zur Ausbildung von Lehrern für berufsbildende Schulen im Agrar- und Umweltbereich. Zusätzlich erwerben die Studierenden die Befähigung für den land- und forstwirtschaftlichen
Beratungs- und Förderungsdienst und für die Erwachsenenbildung.
Angeboten werden das Bachelor- und Masterstudium Agrarpädagogik (nach Reifeprüfung; Studienformen: Vollzeitstudium, Studium für Berufstätige), das Bachelor- und Masterstudium Umweltpädagogik (nach Reifeprüfung), das Bachelorstudium Agrar-/ Umweltpädagogik (nach / während facheinschlägigem Studium) sowie das Bachelor- und Master Agrarpädagogik für Meister und HBLA-Absolventen mit mindestens dreijähriger Berufserfahrung.

## Studiengänge der Weiterbildung
Weiterbildungsstudiengänge sind der Masterlehrgang Bildungsmanagement (120 ECTS), der MSc-Lehrgang Green Care (120 ECTS), der MSc-Lehrgang Management und Umwelt (120 ECTS), der Hochschullehrgang Beratung und Erwachsenenbildung im Kontext Landwirtschaft und ländlicher Raum (60 ECTS), der Hochschullehrgang Mediation und Konfliktmanagement – Schwerpunkt Outdoor-Mediation (60 ECTS), der Hochschullehrgang Obst und Gemüse (60 ECTS), der Hochschullehrgang Wildkräuter und Arzneipflanzen (60 ECTS) sowie der Universitätslehrgang Gartentherapie (60 ECTS).

## Personen
- Juliane Alton, (* 1966) Grüne Politikerin, Absolventin der HAUP
- Andreas Bieringer, (* 1982), Theologe, Lehrbeauftragter an der HAUP
- Josef Hechenberger (* 1974), ÖVP-Politiker, Absolvent der HAUP
- Carina Laschober-Luif, (* 1981) ÖVP-Politikerin, Absolventin der HAUP
- Elisabeth Olischar, (* 1988) ÖVP-Politikerin, studierte an der HAUP
- Thomas Schwarzmann, (* 1971) Musiker. Lehrbeauftragter an der HAUP